# Penn Badgley
Penn Dayton Badgley, ameriški televizijski in filmski igralec, *1. november 1986, Baltimore, Maryland, Združene države Amerike.

## Zgodnje življenje
Penn Dayton Badgley se je rodil 1. novembra 1986 v Baltimoru, Maryland, Združene države Amerike. V otroštvu je živel v Richmondu, Virginija in Seattlu, Washington. Kaj kmalu je začel z glasovnim igranjem na otroškem radiu.
Pri enajstih se je z mamo preselil v Hollywood, kjer je začel graditi kariero igralca. V letu 1998 je tudi posnel pop album. Pri sedemnajstih je bil po šolanju na šoli Santa Monica College sprejet na University of Southern California (USC).

## Kariera

### Zgodnja kariera
Prva glasovna vloga Penna Badgleyja je bila vloga v videoigrici Mario Golf 64 leta 1999. Temu je sledil Mario Tennis 64 leta 2000. Prvič se je na malih televizijskih ekranih pojavil v eni izmed epizod televizijske serije Will in Grace. Temu so sledile vloge v Daddio, The Brothers Garcia in Moja super sestra. Pojavi se tudi v John Tucker Must Die, kjer igra Scotta Tuckerja.

### Preboj
Njegova prva velika vloga je bila vloga Phillipa Chancellorja IV v seriji Mladi in nemirni (2000–2001). Za to vlogo je dobil nominacijo za Young Artist Award za najboljši nastop v televizijski seriji.
Leta 2002 igra v Do Over, pozneje pa se pojavi v filmu Drive-Thru, kjer spozna Leighton Meester, s katero pozneje igra v seriji Opravljivka.
Njegova naslednja velika vloga je vloga Sama Tunneyja v The Mountain (2004–2005).
Leta 2007 dobi vlogo Dana Humphreyja v seriji Opravljivka. Dan Humphrey je brat Jenny Humphrey (Taylor Momsen), sin rokerja Rufusa Humphreyja (Matthew Seattle) in fant Serene van der Woodsen (Blake Lively). Poleg tega je letos dobil vlogo v filmu Očim.

## Osebno življenje
Pozno leta 2007 je objavil, da hodi z Blake Lively, kolegico iz serije Opravljivka, s katero naj bi hodil od decembra 2007 do danes. Maja 2008 je People Magazine objavil fotografije Blake in Penna, ko se poljubljata v Mehiki. Oktobra 2008 se oba pojavita na MoveOn.org kampanji, ki je podpirala (takrat še) kandidata za predsednika Amerike, Baracka Obamo.

## Filmografija
| Leto         | Naslov               | Vloga                 | Ostalo                                        |
| ------------ | -------------------- | --------------------- | --------------------------------------------- |
| 1999         | Will in Grace        | Todd                  | epizoda: I Never Promised You an Olive Garden |
| 1999         | Mario Golf 64        | glas za konec         | (glas)                                        |
| 2000         | The Brothers Garcia  | Eddie Bauer           |                                               |
| 2000         | Bull                 | Zack                  | epizoda: Love's Labor Lost                    |
| 2000         | Mario Tennis 64      | glas za konec         | (glas)                                        |
| 2000         | Daddio               | Todd                  |                                               |
| 2001         | The Fluffer          | Mladi Sean            |                                               |
| 2001         | Mladi in nemirni     | Phillip Chancellor IV | 2000–2001                                     |
| 2002         | Moja super sestra    | Jake Wood             | epizoda: Copy That                            |
| 2002         | Do Over              | Joel Larsen           | (glavna vloga) (serija)                       |
| 2003         | The Twilight Zone    | Jace Malone           | epizoda: Homecoming                           |
| 2004–2005    | The Mountain         | Sam Tunney            | (glavna vloga) (serija)                       |
| 2006         | The Bedford Diaries  | Owen Gregory          | (glavna vloga) (serija)                       |
| 2006         | John Tucker Must Die | Scott Tucker          | (glavna vloga)                                |
| 2006         | Drive-Thru           | Van                   |                                               |
| 2007 - danes | Opravljivka          | Dan Humphrey          | (glavna vloga) (serija)                       |
| 2008         | Forever Strong       | Lars                  | (glavna vloga)                                |
| 2009         | Očim                 | Michael               | (glavna vloga)                                |
| 2009         | The Juggler          | The Stud              | (glavna vloga) (pre-produkcija)               |
| 2010         | Easy A               | Woodchuck Todd        | (glavna vloga)                                |